# 미들랜즈

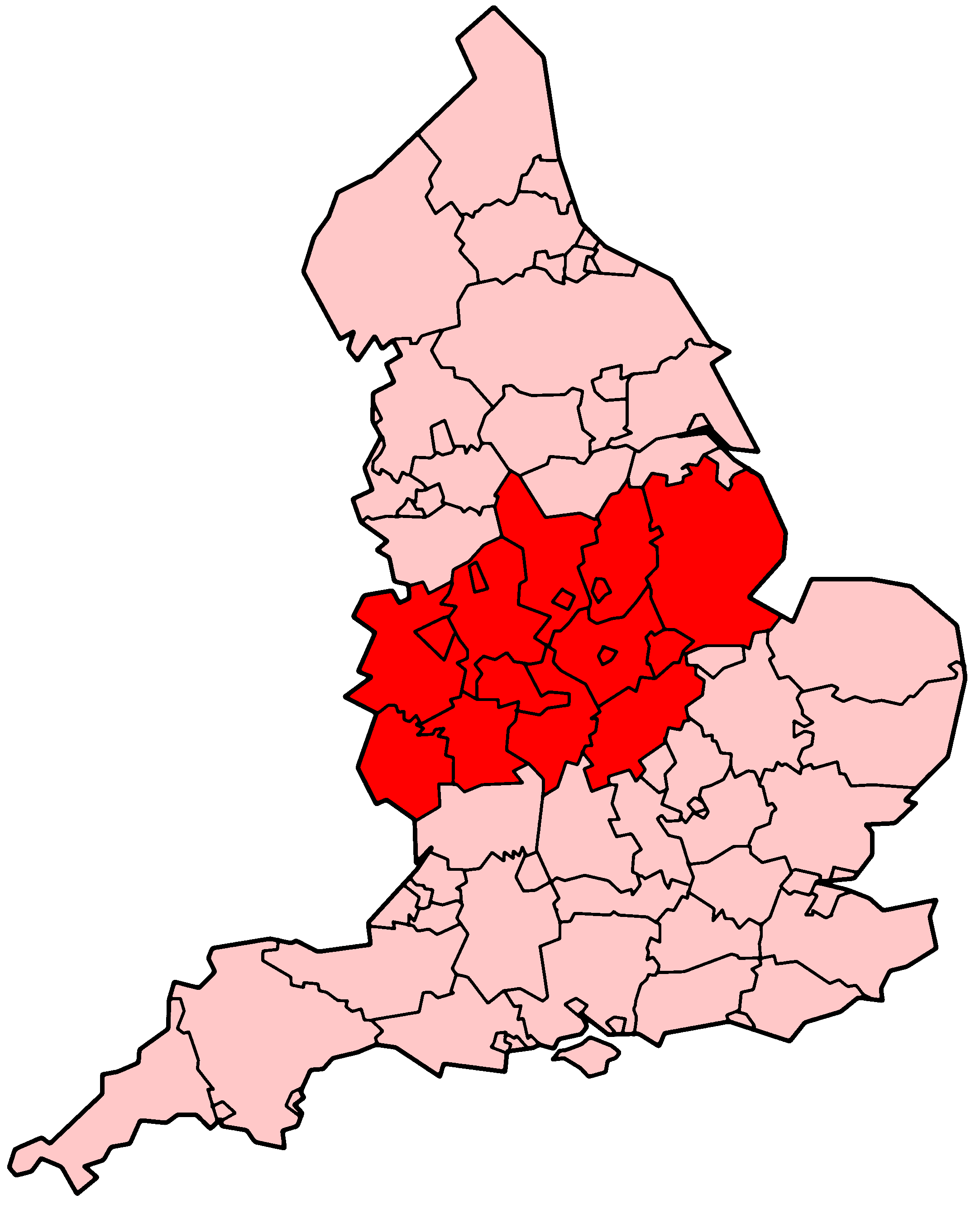
미들랜즈의 위치

미들랜즈(영어: The Midlands)는 잉글랜드 중부에 위치한 지역으로 인구는 10,135,000명(2011년 기준)이다.
북잉글랜드, 남잉글랜드와 함께 잉글랜드를 구성하는 3개의 문화 구역 가운데 하나이며 웨스트미들랜즈, 이스트미들랜즈 2개 지역에 걸쳐 있다. 주요 도시로는 버밍엄, 체스터필드, 코번트리, 더비, 레스터, 노샘프턴, 노팅엄, 스토크온트렌트, 텔퍼드, 울버햄프턴, 우스터가 있다.

## 같이 보기
- 잉글랜드의 행정 구역